# Земљорадничка задруга
Земљорадничкe задругe су правнa лицa — посебан облик организовања физичких лица, који дјелује на задружним принципима остварујучи своје економске, социјалне, културне и друге интересе. Основни принципи задругарства су:
- узајамна помоћ,
- демократија,
- једнакост,
- праведност,
- солидарност и
- одговорност.

Земљорадничке задруге обично су опште и специјализоване, као нпр. ратарске, воћарске, повртарске, виноградарске, сточарске, пчеларске и сл. У свом пословању производе, откупљују, прерађују и продају пољопривредне, прехрамбене и друге производе задруге и задругара и снабдевају задругаре репро-материјалом, средствима за производњу, деловима за пољопривредну механизацију и другом робом.Специјализоване земљорадничке задруге организују и производњу одређених производа, њихову прераду и пласман на тржишту.
Задруга се заснива на оснивачкој скупштини, закључењем уговора о оснивању, усвајањем задру-жних правила и избором органа. Задругу може основати најмање пет задругара.Под задругаром се подразумева физичко лице које је члан задруге и у целости или делимично послује преко задруге, односно лице које преко задруге продаје своје производе, набавља производе или користи услуге потребне за обављање своје делатности. Приликом оснивања, задругари улажу у задругу улоге и они могу бити новчани и материјални. Материјалним улогом се сматрају ствари изражене у новчаној противвредности.Улози задругара чине основни капитал задруге. Минимални основни капитал задруге износи 100 динара. Задружним правилима се одређује минимални појединачни улог и он не мора бити једнак за све чланове задруге, односно задругаре. Средства за оснивање задруга које се оснивају без улога задругара, обезбеђују се путем чланарине задругара. Износ чланарине се одређује задружним правилима у једнаком износу за све осниваче, као и за оне задругаре који приступе задрузи након оснивања.
Задругом управљају задругари. У управљању задругом, задругари имају једнако право гласа по принципу „један задругар – један глас“ у Скупштини задруге. Органи задруге су: Скупштина,Надзорни одбор и директор и бирају се на одређено време које не може бити дуже од 5 година, са могућношћу поновног избора. Скупштину задруге чине сви задругари и Скупштина је највиши орган задруге. Управни одбор се састоји од најмање 3 члана, а чланове Управног одбора бира Скупштина из редова задругара .Надзорни одбор се такође састоји од најмање 3 члана, а чланове бира Скупштина задруге из редова задругара. Директор задруге не мора бити из редова задругара.О расподели годишње добити, одлучује Скупштина задруге по усвајању финансијских извештаја.
Добит се распоређује следећим редом:
1.За покриће губитака пренетих из ранијих година;
2.За фондове за различите намене, ако су образовани;
3.За исплату нето добити задругара, осим у случају задруга које послују са чланарином.